# Большая Курица
Большая Курица (Курица) — малая река в Курской области России, правый приток Сейма.

## Гидроним
По версии научного сотрудника Курского областного краеведческого музея Склярук Виктора Исаевича, Большая Курица берёт своё название как и соседняя река Кур от тюркской основы — kür (qur) — поселение. По иной версии от слова кур (курья) - залив, заводь.

## История
Издревле люди заселили реку, об этом говорят материалы археологических раскопок Нартовского и Гнездиловского городищ IX—XII веков нашей эры.
Первое упоминание реки относится к XVII веку. В Книге Большому Чертежу говорится:

а ниже Курска верст з 10 пала в Семь речка Курица…вытекала от Московской дороги выше Теплаго колодезя.

В августе 1902 года около Курска прошли военные манёвры в присутствии Императора Николая II.
Были сформированы 2 армии: Московская численностью 43740 человек и Южная 51459 соответственно.
На берегу Большой Курицы Московская армия организовала бивуаки, которые были обстреляны из пушек противника. Впоследствии Южная армия овладела частью переправ через реку и в значительных силах дебушировала на неприятельские берега. Главный удар наносился от Большой Курицы на Косторную (сейчас д. Касторная), для захвата сообщений Курска с Фатежом.
В начале Великой Отечественной войны, на левом берегу реки, возле населённых пунктов Анпилогово и Полянское были сооружены защитные укрепления для советских войск.

## География
Исток реки находится в лесу Кругляк на склоне Фатежско-Льговской гряды северо-восточнее хутора Кочеток Фатежского района. Высота истока — 218 м над уровнем моря.
До впадения правого притока Жировского ручья, Большая Курица течёт в юго-западном направлении, далее на юго-восток. Смешиваясь с водами Пашинского ручья вновь поворачивает на юго-запад, а в районе деревни Дроняево Курского района, стремясь к устью, принимает южное направление.
За несколько сотен метров до впадения в Сейм, реку перегораживает плотина и часть воды направляется на подпитку старичных озёр у деревни Ванина Октябрьского района. Высота устья — 150 м над уровнем моря.
| Большая Курица | Большая Курица | Большая Курица | Большая Курица |
| -------------- | -------------- | -------------- | -------------- |
| Район          | Длина, км      | Площадь, км²   | Примечание     |
| Золотухинский  | -              | 17             |                |
| Фатежский      | 8              | 59             |                |
| Курский        | 34             | 313            |                |
| Октябрьский    | 8              | 22             |                |

Река не судоходна, возможен лишь сплав на байдарке от деревни Жеребцово. Протяжённость — около 50 километров. Сильно извилиста. В верхнем течении чередуется узкими (2-3 метра)быстринами и мелями шириной более 10 метров и глубиной 20-30 сантиметров. Глубина до 2 метров, ширина до 15.
Питание реки снеговое, дождевое и родниковое. Замерзает в ноябре-декабре и освобождается ото льда в марте-апреле.
Бассейн реки 411 квадратных километров.
| Притоки Большой Курицы | Притоки Большой Курицы | Притоки Большой Курицы  | Притоки Большой Курицы | Притоки Большой Курицы | Притоки Большой Курицы | Притоки Большой Курицы |
| ---------------------- | ---------------------- | ----------------------- | ---------------------- | ---------------------- | ---------------------- | ---------------------- |
| Правый/ Левый          | Приток                 | Расстояние от устья, км | Длина, км              | Площадь бассейна, км²  | Расход воды, м³/с      | Примечание             |
| правый                 | руч. Жировский         | 41                      | 3,3                    | 13                     |                        |                        |
| левый                  | руч. Пашинский         | 33                      | 4,3                    | 16                     |                        |                        |
| правый                 | р. Заболоть            | 32                      | 10,6                   | 42                     |                        |                        |
| правый                 | р. Малая Курица        | 21                      | 20,4                   | 95                     |                        |                        |
| правый                 | руч. Хреновец          | 10                      | 3,7                    | 15                     |                        | приток Малой Курицы    |

В речном бассейне проживает 5776 человек в 64 населённых пунктах в том числе 3080 человек в 26 по берегам реки. Самый крупный населённый пункт — село Полянское 752 жителя.
Населённые пункты (от истока к устью):
Фатежский район: х. Кочеток; д. Ушаково; д. Малое Жирово;
Курский район: д. Ивановка; с. 1-е Шемякино; д. 2-е Шемякино; д. Курица; д. Николаевка; х. Журавлин; д. Александровка; д. Дроняево; х. Новореченский; с. Нижнекасиново; д. 2-е Анпилогово; д. Большое Лукино; д. 1-е Анпилогово; д. Малое Лукино; с. Полянское; д. Нартово; д. Жиляево; д. Саморядово; д. Тутово; д. Жеребцово; с. Хардиково; д. Пименово;
Октябрьский район: д. Ванина.
В среднем течении реку пересекает автомобильная дорога М2.

## Флора и фауна
Летом 2011 года сотрудниками Курского государственного университета начата подготовка к созданию новых степных памятников в Курской области.
Проводилось обследование перспективных для этого участков, в том числе систем балок к востоку от д. 2-е Шемякино, на левобережье реки Большая Курица (Курский район).
Наиболее северо-западный из известных на сегодняшний день участков лугово-степной растительности в области, носящий экстразональный характер.
На склонах балок распространены мезофитные разнотравно-ковыльные степи общей площадью 10-15 гектаров.
Из редких видов для Курской области отмечены: ковыль перистый, ковыль узколистный, адонис весенний, осока низкая, касатик безлистный, синяк русский, живокость клиновидная, прострел поникший, борец шерстистоустый, купальница европейская, бубенчик лилиелистный.
Из прочих доминируют: венечник ветвистый, подмаренник русский, ракитник русский, пырей промежуточный, чистец прямой, таволга обыкновенная, зопник клубненосный, шалфей луговой и другие виды луго-степного разнотравья.
На площадке в 100 м² отмечается в среднем 60-70 видов. Водораздельные плакоры распахиваются лишь частично, отмечена экспансия степных видов на залежи.
По результатам исследования, учёными предложено организация на этом участке ООПТ регионального уровня (памятника природы).